# Formula–E versenyzői rekordok
A lista a 2014–15-ös első szezon óta felállított Formula–E versenyzői rekordokat tartalmazza. Az adatok a 2021-es Berlini nagydíj utáni adatokkal zárulnak.

## Részvétel versenyeken

### Összes részvétel
|    | Versenyző              | Évek                             | Részvételek |
| -- | ---------------------- | -------------------------------- | ----------- |
| 1  | Lucas di Grassi        | 2014/15-2023/24                  | 128         |
| 2  | Jean-Éric Vergne       | 2014/15-2023/24                  | 126         |
| 3  | Sam Bird               | 2014/15-2023/24                  | 124         |
| 3  | Sébastien Buemi        | 2014/15-2023/24                  | 124         |
| 3  | António Félix da Costa | 2014/15-2023/24                  | 124         |
| 6  | Mitch Evans            | 2016/17-2023/24                  | 107         |
| 7  | Robin Frijns           | 2015/16-2016/17, 2018/19-2023/24 | 99          |
| 8  | Edoardo Mortara        | 2017/18-2023/24                  | 92          |
| 9  | Oliver Turvey          | 2014/15-2021/22                  | 90          |
| 10 | Stoffel Vandoorne      | 2018/19-2023/24                  | 83          |

### Rajtok
|    | Versenyző              | Évek                             | Rajtok |
| -- | ---------------------- | -------------------------------- | ------ |
| 1  | Lucas di Grassi        | 2014/15-2023/24                  | 127    |
| 2  | Jean-Éric Vergne       | 2014/15-2023/24                  | 126    |
| 3  | António Félix da Costa | 2014/15-2023/24                  | 124    |
| 4  | Sébastien Buemi        | 2014/15-2023/24                  | 123    |
| 5  | Sam Bird               | 2014/15-2023/24                  | 121    |
| 6  | Mitch Evans            | 2016/17-2023/24                  | 107    |
| 7  | Robin Frijns           | 2015/16-2016/17, 2018/19-2023/24 | 98     |
| 8  | Edoardo Mortara        | 2017/18-2023/24                  | 91     |
| 9  | Oliver Turvey          | 2014/15-2021/22                  | 88     |
| 10 | Stoffel Vandoorne      | 2018/19-2023/24                  | 83     |

### Legfiatalabb indulók
|    | Versenyző           | Kora           | Helyezés | Verseny                     |
| -- | ------------------- | -------------- | -------- | --------------------------- |
| 1  | Taylor Barnard      | 19 év, 332 nap | 14.      | 2024-es Monte-Carlo ePrix   |
| 2  | Paul Aron           | 20 év, 97 nap  | 13.      | 2024-es Berlin ePrix        |
| 3  | Matthew Brabham     | 20 év, 270 nap | 13.      | 2014-es Putrajaya ePrix     |
| 4  | Pierre Gasly        | 21 év, 158 nap | 7.       | 2017-es New York ePrix (R1) |
| 5  | Maximilian Günther  | 21 év, 166 nap | 16.      | 2018-as ad-Diría ePrix      |
| 6  | Daniel Abt          | 21 év, 284 nap | 10.      | 2014-es Peking ePrix        |
| 7  | Sérgio Sette Câmara | 22 év, 77 nap  | DSQ      | 2020-as Berlin ePrix (R1)   |
| 8  | Mitch Evans         | 22 év, 105 nap | Kiesett  | 2016-os Hongkong ePrix      |
| 9  | Dan Ticktum         | 22 év, 234 nap | 18.      | 2022-es ad-Diría ePrix      |
| 10 | Alex Fontana        | 22 év, 326 nap | Kiesett  | 2015-ös London ePrix (R1)   |

### Legidősebb indulók
|    | Versenyző          | Kor            | Helyezés | Verseny                     |
| -- | ------------------ | -------------- | -------- | --------------------------- |
| 1  | Jacques Villeneuve | 44 év, 238 nap | 11.      | 2015-ös Putrajaya ePrix     |
| 2  | Stéphane Sarrazin  | 42 év, 256 nap | 12.      | 2018-as New York ePrix (R2) |
| 3  | André Lotterer     | 41 év, 253 nap | 21.      | 2023-as London ePrix (R2)   |
| 4  | Nick Heidfeld      | 41 év, 67 nap  | 8.       | 2018-as New York ePrix (R2) |
| 5  | Jarno Trulli       | 40 év, 350 nap | Kiesett  | 2015-ös London ePrix (R2)   |
| 6  | Oriol Servià       | 40 év, 181 nap | 9.       | 2015-ös Buenos Aires ePrix  |
| 7  | Lucas di Grassi    | 39 év, 287 nap | 11.      | 2024-es Berlin ePrix        |
| 8  | Felipe Massa       | 39 év, 110 nap | 16.      | 2020-as Berlin ePrix        |
| 9  | Gary Paffett       | 38 év, 112 nap | 17.      | 2019-es New York ePrix      |
| 10 | Szató Takuma       | 37 év, 228 nap | Kiesett  | 2014-es Peking ePrix        |

### Legidősebb résztvevők
|    | Versenyző          | Kor            | Helyezés   | Verseny                    |
| -- | ------------------ | -------------- | ---------- | -------------------------- |
| 1  | Jacques Villeneuve | 44 év, 280 nap | Nem indult | 2015-ös Putrajaya ePrix    |
| 2  | Stéphane Sarrazin  | 42 év, 256 nap | 12.        | 2018-as New York ePrix     |
| 3  | André Lotterer     | 41 év, 253 nap | 21.        | 2023-as London ePrix (R2)  |
| 4  | Jarno Trulli       | 41 év, 117 nap | Nem indult | 2015-ös Putrajaya ePrix    |
| 5  | Nick Heidfeld      | 41 év, 67 nap  | 8.         | 2018-as New York ePrix     |
| 6  | Oriol Servià       | 40 év, 181 nap | 9.         | 2015-ös Buenos Aires ePrix |
| 7  | Lucas di Grassi    | 39 év, 287 nap | 11.        | 2024-es Berlin ePrix       |
| 8  | Felipe Massa       | 39 év, 110 nap | 16.        | 2020-as Berlin ePrix       |
| 9  | Gary Paffett       | 38 év, 112 nap | 10.        | 2019-es New York ePrix     |
| 10 | Szató Takuma       | 37 év, 228 nap | Kiesett    | 2014-es Peking ePrix       |

## Nagydíjgyőzelmek

### Összes győzelem
|   | Versenyző              | Versenyek | Győzelmek | Arány  |
| - | ---------------------- | --------- | --------- | ------ |
| 1 | Sébastien Buemi        | 124       | 13        | 10,48% |
| 1 | Lucas di Grassi        | 128       | 13        | 10,16% |
| 3 | Sam Bird               | 124       | 12        | 9,68%  |
| 3 | Mitch Evans            | 107       | 12        | 11,21% |
| 5 | Jean-Éric Vergne       | 126       | 11        | 8,73%  |
| 6 | António Félix da Costa | 124       | 10        | 8,06%  |
| 7 | Nick Cassidy           | 59        | 7         | 11,86% |
| 8 | Jake Dennis            | 59        | 6         | 10,17% |
| 8 | Pascal Wehrlein        | 76        | 6         | 7,89%  |
| 8 | Edoardo Mortara        | 92        | 6         | 6,52%  |

### Legjobb arány
|    | Versenyző        | Versenyek | Győzelmek | Arány  |
| -- | ---------------- | --------- | --------- | ------ |
| 1  | Felix Rosenqvist | 25        | 3         | 12.00% |
| 2  | Nick Cassidy     | 59        | 7         | 11,86% |
| 3  | Mitch Evans      | 107       | 12        | 11,21% |
| 4  | Sébastien Buemi  | 124       | 13        | 10,48% |
| 5  | Jake Dennis      | 59        | 6         | 10,17% |
| 6  | Lucas di Grassi  | 128       | 13        | 10,16% |
| 7  | Sam Bird         | 124       | 12        | 9,68%  |
| 8  | Jean-Éric Vergne | 126       | 11        | 8,73%  |
| 9  | Pascal Wehrlein  | 76        | 6         | 8,11%  |
| 10 | Nyck de Vries    | 50        | 4         | 7,86%  |

### Legtöbb győzelem egy évben
|   | Versenyző              | Év      | Győzelmek | Versenyek | Arány  |
| - | ---------------------- | ------- | --------- | --------- | ------ |
| 1 | Sébastien Buemi        | 2016/17 | 6         | 12        | 50.00% |
| 2 | Jean-Éric Vergne       | 2017/18 | 4         | 12        | 33.33% |
| 2 | Mitch Evans            | 2021/22 | 4         | 16        | 25%    |
| 2 | Edoardo Mortara        | 2021/22 | 4         | 16        | 25%    |
| 2 | Mitch Evans            | 2022/23 | 4         | 16        | 25%    |
| 2 | Nick Cassidy           | 2022/23 | 4         | 16        | 25%    |
| 7 | Lucas di Grassi        | 2015/16 | 3         | 10        | 30,00% |
| 7 | Sébastien Buemi        | 2015/16 | 3         | 10        | 30,00% |
| 7 | Sébastien Buemi        | 2014/15 | 3         | 11        | 27,27% |
| 7 | António Félix da Costa | 2019/20 | 3         | 11        | 27,27% |
| 7 | Jean-Éric Vergne       | 2018/19 | 3         | 13        | 23,08% |
| 7 | Pascal Wehrlein        | 2022/23 | 3         | 16        | 18,75% |

### Legjobb győzelmi arány egy évben
|   | Versenyző              | Év      | Versenyek | Győzelmek | Arány  |
| - | ---------------------- | ------- | --------- | --------- | ------ |
| 1 | Sébastien Buemi        | 2016/17 | 12        | 6         | 50,00% |
| 2 | Jean-Éric Vergne       | 2017/18 | 12        | 4         | 33,33% |
| 3 | Lucas di Grassi        | 2015/16 | 10        | 3         | 30,00% |
| 3 | Sébastien Buemi        | 2015/16 | 10        | 3         | 30,00% |
| 5 | Sébastien Buemi        | 2014/15 | 11        | 3         | 27,27% |
| 5 | António Félix da Costa | 2019/20 | 11        | 3         | 27,27% |
| 7 | Mitch Evans            | 2021/22 | 16        | 4         | 25%    |
| 7 | Edoardo Mortara        | 2021/22 | 16        | 4         | 25%    |
| 7 | Mitch Evans            | 2022/23 | 16        | 4         | 25%    |
| 7 | Nick Cassidy           | 2022/23 | 16        | 4         | 25%    |

### Legtöbb egymás utáni győzelem
|   | Versenyző              | Év(ek)  | Győzelmek | Nagydíjak sorban                 |
| - | ---------------------- | ------- | --------- | -------------------------------- |
| 1 | Sébastien Buemi        | 2016/17 | 3         | Hongkong, Marrákes, Buenos Aires |
| 1 | António Félix da Costa | 2019/20 | 3         | Marrákes, Berlin 1, Berlin 2     |
| 2 | Nicolas Prost          | 2015/16 | 2         | London 1-2                       |
| 2 | Sébastien Buemi        | 2016/17 | 2         | Monaco, Párizs                   |
| 2 | Sam Bird               | 2016/17 | 2         | New York 1-2                     |
| 2 | Felix Rosenqvist       | 2017/18 | 2         | Hong Kong 2 – Marrakesh          |
| 2 | Lucas di Grassi        | 2017/18 | 2         | Zürich – New York 1              |
| 2 | Mitch Evans            | 2021/22 | 2         | Róma 1 – Róma 2                  |
| 2 | Pascal Wehrlein        | 2022/23 | 2         | Diría 1 – Diría 2                |
| 2 | Mitch Evans            | 2022/23 | 2         | São Paulo – Berlin 1             |
| 2 | Nick Cassidy           | 2022/23 | 2         | Berlin 2 – Monte-Carlo           |

### Legtöbb egymást követő győzelem a szezonnyitótól kezdve
|   | Versenyző       | Év      | Nagydíjak sorban | Győzelmek                        |
| - | --------------- | ------- | ---------------- | -------------------------------- |
| 1 | Sébastien Buemi | 2016/17 | 3                | Hongkong, Marrákes, Buenos Aires |

### Legtöbb győzelem az első szezonban
|   | Versenyző              | Év      | Győzelmek |
| - | ---------------------- | ------- | --------- |
| 1 | Sébastien Buemi        | 2014/15 | 3         |
| 2 | Nelson Piquet Jr.      | 2014/15 | 2         |
| 2 | Sam Bird               | 2014/15 | 2         |
| 2 | Jake Dennis            | 2020/21 | 2         |
| 4 | Lucas di Grassi        | 2014/15 | 1         |
| 4 | Jérôme d’Ambrosio      | 2014/15 | 1         |
| 4 | Nicolas Prost          | 2014/15 | 1         |
| 4 | António Félix da Costa | 2014/15 | 1         |
| 4 | Felix Rosenqvist       | 2016/17 | 1         |
| 4 | Norman Nato            | 2020/21 | 1         |

### Legkorábban szerzett futamgyőzelem
|    | Versenyek | Versenyző              | Győztes verseny              |
| -- | --------- | ---------------------- | ---------------------------- |
| 1  | 1.        | Lucas di Grassi        | 2014-es Peking ePrix         |
| 2  | 2.        | Sam Bird               | 2014-es Putrajaya ePrix      |
| 3  | 3.        | Sébastien Buemi        | 2014-es Punta del Este ePrix |
| 3  | 3.        | António Félix da Costa | 2015-ös Buenos Aires ePrix   |
| 5  | 5.        | Nicolas Prost          | 2015-ös Miami ePrix          |
| 6  | 6.        | Nelson Piquet Jr.      | 2015-ös Long Beach ePrix     |
| 6  | 6.        | Jake Dennis            | 2021-es Valencia ePrix       |
| 8  | 7.        | Felix Rosenqvist       | 2017-es Berlin ePrix (R1)    |
| 9  | 8.        | Jérôme d’Ambrosio      | 2015-ös Berlin ePrix         |
| 10 | 12.       | Nyck de Vries          | 2021-es Diría ePrix (R1)     |

### Legkésőbb szerzett első futamgyőzelem
|    | Verseny | Versenyző         | Nagydíj                     |
| -- | ------- | ----------------- | --------------------------- |
| 1  | 40.     | Alex Lynn         | 2021-es London ePrix (R2)   |
| 2  | 38.     | Daniel Abt        | 2018-as Mexikóváros ePrix   |
| 3  | 35.     | Pascal Wehrlein   | 2022-es Mexikóváros ePrix   |
| 4  | 31.     | Jean-Éric Vergne  | 2017-es Montréal ePrix (R2) |
| 4  | 31.     | Mitch Evans       | 2019-es Róma ePrix          |
| 6  | 30.     | Robin Frijns      | 2019-es Párizs ePrix        |
| 7  | 26.     | Nick Cassidy      | 2022-es New York ePrix (R1) |
| 8  | 24.     | Oliver Rowland    | 2020-as Berlin ePrix (R5)   |
| 8  | 24.     | Stoffel Vandoorne | 2020-as Berlin ePrix (R6)   |
| 10 | 15.     | Alexander Sims    | 2019-es Diría ePrix (R2)    |
| 10 | 15.     | Norman Nato       | 2021-es Berlin ePrix (R2)   |

### Legtöbb verseny, győzelem nélkül
|    | Versenyző           | Versenyek | Rajtok | Legjobb helyezés |
| -- | ------------------- | --------- | ------ | ---------------- |
| 1  | Oliver Turvey       | 90        | 88     | 2.               |
| 2  | André Lotterer      | 81        | 81     | 2.               |
| 3  | Sérgio Sette Câmara | 65        | 62     | 4.               |
| 4  | Nick Heidfeld       | 44        | 44     | 3.               |
| 5  | Nico Müller         | 44        | 42     | 2.               |
| 5  | Dan Ticktum         | 44        | 44     | 4.               |
| 7  | René Rast           | 38        | 38     | 2.               |
| 8  | Stéphane Sarrazin   | 37        | 37     | 2.               |
| 9  | José María López    | 33        | 33     | 2.               |
| 10 | Loïc Duval          | 28        | 28     | 3.               |

### Legtöbb dobogós hely, győzelem nélkül
|   | Versenyző         | Versenyek | Rajtok | Dobogós hely |
| - | ----------------- | --------- | ------ | ------------ |
| 1 | Nick Heidfeld     | 44        | 44     | 8            |
| 1 | André Lotterer    | 25        | 25     | 8            |
| 3 | René Rast         | 38        | 38     | 3            |
| 3 | Stéphane Sarrazin | 37        | 37     | 3            |
| 5 | José María López  | 33        | 33     | 2            |
| 5 | Loïc Duval        | 28        | 28     | 2            |
| 7 | Oliver Turvey     | 90        | 88     | 1            |
| 7 | Nico Müller       | 44        | 42     | 1            |
| 7 | Jake Hughes       | 28        | 27     | 1            |
| 7 | Felipe Massa      | 24        | 24     | 1            |
| 7 | Bruno Senna       | 21        | 21     | 1            |
| 7 | Scott Speed       | 4         | 4      | 1            |
| 7 | Franck Montagny   | 2         | 2      | 1            |

### Legrosszabb rajthelyről szerzett győzelem
|   | Versenyző              | Nagydíj                     | Rajthely |
| - | ---------------------- | --------------------------- | -------- |
| 1 | Lucas di Grassi        | 2017-es Mexikóváros ePrix   | 15.      |
| 2 | Lucas di Grassi        | 2018-as New York ePrix (R1) | 11.      |
| 2 | António Félix da Costa | 2023-as Cape Town ePrix     | 11.      |
| 4 | Jérôme d’Ambrosio      | 2019-es Marrákes ePrix      | 10.      |
| 4 | Nick Cassidy           | 2023-as Portland ePrix      | 10.      |
| 4 | António Félix da Costa | 2024-es Berlin ePrix (R2)   | 10.      |
| 7 | Mitch Evans            | 2022-es Róma ePrix (R1)     | 9.       |
| 7 | Pascal Wehrlein        | 2023-as Diría ePrix (R1)    | 9.       |
| 7 | Mitch Evans            | 2023-as Berlin ePrix (R1    | 9.       |
| 7 | Nick Cassidy           | 2023-as Monte-Carlo ePrix   | 9.       |
| 7 | Nick Cassidy           | 2024-es Berlin ePrix (R1)   | 9.       |

### Győzelmek ugyanazon a nagydíjon
|   | Versenyző       | Győzelem | Nagydíj        | Győzelmek éve        |
| - | --------------- | -------- | -------------- | -------------------- |
| 1 | Sébastien Buemi | 2        | Punta del Este | 2014, 2015           |
| 1 | Nicolas Prost   | 2        | London         | 2016 (R1), 2016 (R2) |
| 1 | Sébastien Buemi | 2        | Monaco         | 2015, 2017           |
| 1 | Sébastien Buemi | 2        | Berlin         | 2016, 2017 (R2)      |
| 1 | Sam Bird        | 2        | New York       | 2017 (R1), 2017 (R2) |
| 1 | Lucas di Grassi | 2        | Mexikóváros    | 2017, 2019           |

### Legfiatalabb nagydíjgyőztesek
(Csak az első győzelem szerepel a listán)
|    | Versenyző              | Kor            | Nagydíj                      |
| -- | ---------------------- | -------------- | ---------------------------- |
| 1  | Maximilian Günther     | 22 év, 200 nap | 2020-as Santiago ePrix       |
| 2  | António Félix da Costa | 23 év, 132 nap | 2015-ös Buenos Aires ePrix   |
| 3  | Mitch Evans            | 24 év, 293 nap | 2019-es Róma ePrix           |
| 4  | Daniel Abt             | 25 év, 90 nap  | 2018-as Mexikóváros ePrix    |
| 5  | Felix Rosenqvist       | 25 év, 205 nap | 2017-es Berlin ePrix (R1)    |
| 6  | Jake Dennis            | 25 év, 313 nap | 2021-es Valencia ePrix (R2)  |
| 7  | Nyck de Vries          | 26 év, 20 nap  | 2021-es Diría ePrix (R1)     |
| 8  | Sébastien Buemi        | 26 év, 42 nap  | 2014-es Punta del Este ePrix |
| 9  | Jean-Éric Vergne       | 27 év, 96 nap  | 2017-es Montréal ePrix (R2)  |
| 10 | Pascal Wehrlein        | 27 év, 117 nap | 2022-es Mexikóváros ePrix    |

### Legidősebb nagydíjgyőztesek
(Csak az utolsó győzelem szerepel a listán)
|    | Versenyző              | Kor            | Nagydíj                     |
| -- | ---------------------- | -------------- | --------------------------- |
| 1  | Lucas di Grassi        | 37 év, 354 nap | 2022-es London ePrix (R2)   |
| 2  | Sam Bird               | 37 év, 67 nap  | 2042-es São Paulo ePrix)    |
| 3  | Edoardo Mortara        | 35 év, 214 nap | 2022-es Szöul ePrix (R2)    |
| 4  | Nicolas Prost          | 34 év, 319 nap | 2016-os London ePrix (R2)   |
| 5  | Jérôme d’Ambrosio      | 33 év, 16 nap  | 2019-es Marrákes ePrix      |
| 6  | Jean-Éric Vergne       | 32 év, 292 nap | 2023-as Hyderabad ePrix     |
| 7  | António Félix da Costa | 32 év, 269 nap | 2024-es Sanghaj ePrix (R2)  |
| 8  | Alexander Sims         | 31 év, 253 nap | 2019-es ad-Diría ePrix (R2) |
| 9  | Oliver Rowland         | 31 év, 247 nap | 2024-es Misano ePrix (R1)   |
| 10 | Sébastien Buemi        | 30 év, 255 nap | 2019-es New York ePrix (R2) |

### Legtöbb győzelem bajnoki/világbajnoki cím nélkül
|    | Versenyző          | Részvétel | Győzelmek |
| -- | ------------------ | --------- | --------- |
| 1  | Sam Bird           | 124       | 12        |
| 1  | Mitch Evans        | 107       | 12        |
| 3  | Nick Cassidy       | 59        | 7         |
| 4  | Edoardo Mortara    | 92        | 6         |
| 4  | Pascal Wehrlein    | 76        | 6         |
| 6  | Maximilian Günther | 80        | 5         |
| 7  | Jérôme d’Ambrosio  | 69        | 3         |
| 7  | Nicolas Prost      | 45        | 3         |
| 7  | Felix Rosenqvist   | 25        | 3         |
| 10 | Robin Frijns       | 99        | 2         |
| 10 | Daniel Abt         | 69        | 2         |
| 10 | Oliver Rowland     | 77        | 2         |

## Első rajthelyek

### Legtöbb első rajthely
|   | Versenyző              | Verseny | Pole-pozíció | Arány  |
| - | ---------------------- | ------- | ------------ | ------ |
| 1 | Jean-Éric Vergne       | 126     | 17           | 13.49% |
| 2 | Sébastien Buemi        | 124     | 16           | 12.90% |
| 3 | Stoffel Vandoorne      | 83      | 8            | 9.64%  |
| 3 | António Félix da Costa | 124     | 8            | 6.45%  |
| 3 | Oliver Rowland         | 77      | 8            | 10.39% |
| 6 | Mitch Evans            | 107     | 7            | 6.54%  |
| 7 | Felix Rosenqvist       | 25      | 6            | 24.00% |
| 7 | Sam Bird               | 124     | 6            | 4.84%  |
| 7 | Pascal Wehrlein        | 76      | 6            | 7.89%  |
| 7 | Jake Dennis            | 59      | 6            | 10.17% |

### Legjobb arány
|    | Versenyző         | Verseny | Pole-pozíció | Arány  |
| -- | ----------------- | ------- | ------------ | ------ |
| 1  | Felix Rosenqvist  | 25      | 6            | 24.00% |
| 2  | Jake Hughes       | 28      | 4            | 14.29% |
| 3  | Jean-Éric Vergne  | 126     | 17           | 13.49% |
| 4  | Sébastien Buemi   | 124     | 16           | 12.90% |
| 5  | Oliver Rowland    | 77      | 8            | 10.39% |
| 6  | Jake Dennis       | 59      | 6            | 10.17% |
| 7  | Stoffel Vandoorne | 83      | 8            | 9.64%  |
| 8  | Nick Cassidy      | 59      | 5            | 8.47%  |
| 9  | Jarno Trulli      | 12      | 1            | 8.33%  |
| 10 | Pascal Wehrlein   | 76      | 6            | 7.89%  |

### Legtöbb egymást követő első rajthely
|   | Versenyző              | Pole-pozíció | Év(ek)           | Verseny                  |
| - | ---------------------- | ------------ | ---------------- | ------------------------ |
| 1 | Alexander Sims         | 3            | 2018/19, 2019/20 | New York, Diriyah        |
| 1 | António Félix da Costa | 3            | 2019/20          | Marrakesh, Berlin        |
| 3 | Nicolas Prost          | 2            | 2014/15          | Peking, Putrajaya        |
| 3 | Sébastien Buemi        | 2            | 2015/16          | Peking, Putrajaya        |
| 3 | Sam Bird               | 2            | 2015/16          | Long Beach, Párizs       |
| 3 | Sébastien Buemi        | 2            | 2016/17          | Monaco, Párizs           |
| 3 | Sébastien Buemi        | 2            | 2017/18          | New York City Race 1 & 2 |
| 3 | Oliver Rowland         | 2            | 2018/19          | Párizs, Monaco           |
| 3 | Edoardo Mortara        | 2            | 2021/22          | Berlin                   |
| 3 | Jake Dennis            | 2            | 2021/22          | London                   |
| 3 | Maximilian Günther     | 2            | 2022/23          | Jakarta                  |

### Legtöbb első rajthely egy szezonban
|   | Versenyző        | Év      | Verseny | Pole-pozíció | Arány  |
| - | ---------------- | ------- | ------- | ------------ | ------ |
| 1 | Jean-Éric Vergne | 2017/18 | 12      | 4            | 33.33% |
| 2 | Jean-Éric Vergne | 2017/18 | 9       | 3            | 33.33% |
| 2 | Sébastien Buemi  | 2015/16 | 10      | 3            | 30.00% |
| 2 | Sam Bird         | 2015/16 | 10      | 3            | 30.00% |
| 2 | Sébastien Buemi  | 2014/15 | 11      | 3            | 27.27% |
| 2 | Lucas di Grassi  | 2016/17 | 12      | 3            | 25.00% |
| 2 | Felix Rosenqvist | 2016/17 | 12      | 3            | 25.00% |
| 2 | Felix Rosenqvist | 2017/18 | 12      | 3            | 25.00% |
| 2 | Sébastien Buemi  | 2017/18 | 12      | 3            | 25.00% |
| 2 | Oliver Rowland   | 2018/19 | 13      | 3            | 23.08% |
| 2 | Sébastien Buemi  | 2018/19 | 13      | 3            | 23.08% |

### Legjobb arány egy szezonban
|    | Versenyző        | Év      | Versenyek | Pole-pozíció | Arány  |
| -- | ---------------- | ------- | --------- | ------------ | ------ |
| 1  | Jean-Éric Vergne | 2017/18 | 12        | 4            | 33.33% |
| 2  | Sébastien Buemi  | 2015/16 | 10        | 3            | 30.00% |
| 2  | Sam Bird         | 2015/16 | 10        | 3            | 30.00% |
| 4  | Jean-Éric Vergne | 2014/15 | 11        | 3            | 27.27% |
| 4  | Sébastien Buemi  | 2014/15 | 11        | 3            | 27.27% |
| 6  | Lucas di Grassi  | 2016/17 | 12        | 3            | 25.00% |
| 6  | Felix Rosenqvist | 2016/17 | 12        | 3            | 25.00% |
| 6  | Felix Rosenqvist | 2017/18 | 12        | 3            | 25.00% |
| 6  | Sébastien Buemi  | 2017/18 | 12        | 3            | 25.00% |
| 10 | Oliver Rowland   | 2018/19 | 13        | 3            | 23.08% |
| 10 | Sébastien Buemi  | 2018/19 | 13        | 3            | 23.08% |

### Legfiatalabb első rajthelyesek
(Mindenkinek az első pole-pozícióját számítjuk be.)
|    | Versenyző          | Kor            | Verseny                      |
| -- | ------------------ | -------------- | ---------------------------- |
| 1  | Daniel Abt         | 22 év, 112 nap | 2015-ös Long Beach ePrix     |
| 2  | Sacha Fenestraz    | 23 év, 212 nap | 2023-es Cape Town ePrix      |
| 3  | Alex Lynn          | 23 év, 301 nap | 2017-es New York ePrix (R1)  |
| 4  | Mitch Evans        | 23 év, 351 nap | 2018 Zürich ePrix            |
| 5  | Pascal Wehrlein    | 24 év, 121 nap | 2019-es Mexikóváros ePrix    |
| 6  | Jean-Éric Vergne   | 24 év, 233 nap | 2014-es Punta del Este ePrix |
| 7  | Felix Rosenqvist   | 25 év, 6 nap   | 2016-os Marrákes ePrix       |
| 8  | Jake Dennis        | 25 év, 313 nap | 2021-es Valencia ePrix (R2)  |
| 9  | Maximilian Günther | 25 év, 336 nap | 2023-as Jakarta ePrix (R1)   |
| 10 | Nyck de Vries      | 26 év, 20 nap  | 2021-es Diría ePrix (R1)     |

### Legidősebb első rajthelyesek
(Mindenkinek az utolsó pole-pozícióját számítjuk be.)
|    | Versenyző         | Kor            | Verseny                     |
| -- | ----------------- | -------------- | --------------------------- |
| 1  | Jarno Trulli      | 40 év, 314 nap | 2015-ös Berlin ePrix        |
| 2  | Stéphane Sarrazin | 39 év, 238 nap | 2015-ös London ePrix (R2)   |
| 3  | André Lotterer    | 38 év, 88 nap  | 2020-as Mexikóváros ePrix   |
| 4  | Nicolas Prost     | 34 év, 314 nap | 2016-os London ePrix (R1)   |
| 5  | Lucas di Grassi   | 34 év, 168 nap | 2019-es Santiago ePrix      |
| 6  | Sam Bird          | 32 év, 3 nap   | 2019-es Marrákes ePrix      |
| 7  | Alexander Sims    | 31 év, 253 nap | 2019-es Diriyah ePrix (R2)  |
| 8  | Nelson Piquet Jr. | 31 év, 74 nap  | 2016-os Hongkong ePrix      |
| 9  | Sébastien Buemi   | 30 év, 255 nap | 2019-es New York ePrix (R1) |
| 10 | Jérôme d’Ambrosio | 30 év, 76 nap  | 2016-os Mexikóváros ePrix   |

### Legtöbb pole-pozíciő győzelem nélkül
|    | Versenyző          | Versenyek | Rajtok |
| -- | ------------------ | --------- | ------ |
| 1  | Nick Heidfeld      | 44        | 44     |
| 2  | Robin Frijns       | 40        | 40     |
| 3  | José María López   | 33        | 33     |
| 4  | Loïc Duval         | 28        | 28     |
| 5  | Edoardo Mortara    | 27        | 27     |
| 6  | Maro Engel         | 23        | 23     |
| 6  | Tom Dillmann       | 23        | 23     |
| 8  | Bruno Senna        | 21        | 21     |
| 9  | Felipe Massa       | 18        | 18     |
| 10 | Maximilian Günther | 15        | 15     |

## Leggyorsabb kör versenyeken

### Összesen
|   | Versenyző         | Verseny | Leggyorsabb kör | Arány  |
| - | ----------------- | ------- | --------------- | ------ |
| 1 | Sébastien Buemi   | 61      | 7               | 11.47% |
| 1 | Daniel Abt        | 60      | 7               | 11.11% |
| 3 | Lucas di Grassi   | 63      | 6               | 9.52%  |
| 4 | Sam Bird          | 63      | 5               | 7.93%  |
| 5 | Nelson Piquet Jr. | 51      | 4               | 7.84%  |
| 5 | Jean-Éric Vergne  | 61      | 4               | 6.55%  |
| 7 | Pascal Wehrlein   | 17      | 3               | 17.64% |
| 7 | Felix Rosenqvist  | 25      | 3               | 12.00% |
| 7 | André Lotterer    | 30      | 3               | 10.00% |
| 7 | Nicolas Prost     | 45      | 3               | 6.67%  |

### Legjobb arány
|    | Versenyző         | Verseny | Leggyorsabb kör | Arány   |
| -- | ----------------- | ------- | --------------- | ------- |
| 1  | Szató Takuma      | 1       | 1               | 100.00% |
| 2  | Pascal Wehrlein   | 17      | 3               | 17.64%  |
| 3  | Felix Rosenqvist  | 25      | 3               | 12.00%  |
| 4  | Sébastien Buemi   | 61      | 7               | 11.47%  |
| 5  | Daniel Abt        | 63      | 7               | 11.11%  |
| 5  | Jaime Alguersuari | 9       | 1               | 11.11%  |
| 7  | Andre Lotterer    | 30      | 3               | 10.00%  |
| 8  | Lucas di Grassi   | 63      | 6               | 9.52%   |
| 9  | Maro Engel        | 23      | 2               | 8.70%   |
| 10 | Sam Bird          | 63      | 5               | 7.93%   |

### Legtöbb leggyorsabb kör egymás után
|   | Versenyző        | Leggyorsabb kör | Szezon(ok) | Versenyek                             |
| - | ---------------- | --------------- | ---------- | ------------------------------------- |
| 1 | Sébastien Buemi  | 3               | 2015/16    | Peking-Punta del Este                 |
| 2 | Sam Bird         | 2               | 2016/17    | Monaco-Párizs                         |
| 2 | Maro Engel       | 2               | 2016/17    | Berlin ePrix (R2)-New York ePrix (R1) |
| 2 | Jean-Éric Vergne | 2               | 2018/19    | Sanya-Róma                            |

### Legtöbb leggyorsabb kör egy szezonban
|   | Versenyző         | Szezon  | Verseny | Leggyorsabb kör | Arány  |
| - | ----------------- | ------- | ------- | --------------- | ------ |
| 1 | Sébastien Buemi   | 2015/16 | 10      | 5               | 50.00% |
| 2 | Lucas di Grassi   | 2017/18 | 12      | 3               | 25.00% |
| 2 | Daniel Abt        | 2017/18 | 12      | 3               | 25.00% |
| 4 | Nelson Piquet Jr. | 2014/15 | 11      | 2               | 18.18% |
| 4 | Sam Bird          | 2014/15 | 11      | 2               | 18.18% |
| 4 | Maro Engel        | 2016/17 | 11      | 2               | 18.18% |
| 4 | Felix Rosenqvist  | 2016/17 | 12      | 2               | 16.67% |
| 4 | Sam Bird          | 2016/17 | 12      | 2               | 16.67% |
| 4 | Loïc Duval        | 2016/17 | 12      | 2               | 16.67% |
| 4 | Pascal Wehrlein   | 2018/19 | 12      | 2               | 16.67% |
| 4 | Andre Lotterer    | 2018/19 | 13      | 2               | 15.38% |
| 4 | Jean-Éric Vergne  | 2018/19 | 13      | 2               | 15.38% |

### Legjobb arány egy szezonban
|    | Versenyző         | Szezon   | Versenyek | Leggyorsabb kör | Arány  |
| -- | ----------------- | -------- | --------- | --------------- | ------ |
| 1  | Sébastien Buemi   | 2015/16  | 10        | 5               | 50.00% |
| 2  | Lucas di Grassi   | 2017/18  | 12        | 3               | 25.00% |
| 2  | Daniel Abt        | 2017/18  | 12        | 3               | 25.00% |
| 4  | Nelson Piquet Jr. | 2014/15  | 11        | 2               | 18.18% |
| 4  | Sam Bird          | 2014/15  | 11        | 2               | 18.18% |
| 6  | Felix Rosenqvist  | 2016/17  | 12        | 2               | 16.67% |
| 6  | Sam Bird          | 2016/17  | 12        | 2               | 16.67% |
| 6  | Maro Engel        | 2016/17  | 12        | 2               | 16.67% |
| 6  | Loïc Duval        | 2016/17  | 12        | 2               | 16.67% |
| 10 | André Lotterer*   | 2018/19* | 13        | 2               | 15.38% |
| 10 | Jean-Éric Vergne* | 2018/19* | 13        | 2               | 15.38% |
| 10 | Pascal Wehrlein*  | 2018/19* | 13        | 2               | 15.38% |

### Legfiatalabb leggyorsabb körösök
(Mindenkinek az első leggyorsabb körét számítjuk be. )
|    | Versenyző              | Kor            | Verseny                      |
| -- | ---------------------- | -------------- | ---------------------------- |
| 1  | Daniel Abt             | 22 év, 10 nap  | 2014-es Punta del Este ePrix |
| 2  | Mitch Evans            | 22 év, 352 nap | 2017-es Berlin ePrix (R1)    |
| 3  | Pascal Wehrlein        | 24 év, 121 nap | 2019-es Mexikóváros ePrix    |
| 4  | Jaime Alguersuari      | 24 év, 244 nap | 2014-es Putrajaya ePrix      |
| 5  | Felix Rosenqvist       | 24 év, 336 nap | 2016-os Hongkong ePrix       |
| 6  | Jean-Éric Vergne       | 25 év, 14 nap  | 2015-ös Monaco ePrix         |
| 7  | Sébastien Buemi        | 26 év, 218 nap | 2015-ös Moszkva ePrix        |
| 8  | Antonio Felix da Costa | 27 év, 295 nap | 2019 Swiss ePrix             |
| 9  | Oliver Rowland         | 27 év, 161 nap | 2020 Santiago ePrix          |
| 10 | Sam Bird               | 28 év, 1 nap   | 2015-ös Buenos Aires ePrix   |

### Legidősebb leggyorsabb körösök
(Mindenkinek az utolsó leggyorsabb körét számítjuk be.)
|    | Versenyző        | Kor            | Verseny                     |
| -- | ---------------- | -------------- | --------------------------- |
| 1  | Nick Heidfeld    | 38 év, 343 nap | 2016-os Párizs ePrix        |
| 2  | Szató Takuma     | 37 év, 228 nap | 2014-es Peking ePrix        |
| 3  | André Lotterer   | 37 év, 111 nap | 2019-es Hongkong ePrix      |
| 4  | Nicolas Prost    | 35 év, 346 nap | 2017-es Montréal ePrix (R2) |
| 5  | Loïc Duval       | 35 év, 48 nap  | 2017-es Montréal ePrix (R1) |
| 6  | José María López | 34 év, 325 nap | 2018 Punta del Este ePrix   |
| 7  | Lucas di Grassi  | 34 év, 154 nap | 2019-es Marrákes ePrix      |
| 8  | Bruno Senna      | 32 év, 216 nap | 2016-os Berlin ePrix        |
| 9  | Alexander Sims   | 31 év, 337 nap | 2020 Mexico City ePrix      |
| 10 | Maro Engel       | 31 év, 322 nap | 2017-es New York ePrix (R2) |

## Dobogós helyezések

### Összesen
|    | Versenyző              | Versenyek | Dobogó | Arány  |
| -- | ---------------------- | --------- | ------ | ------ |
| 1  | Lucas di Grassi        | 128       | 40     | 31.25% |
| 2  | Jean-Éric Vergne       | 126       | 35     | 27.78% |
| 3  | Sébastien Buemi        | 124       | 31     | 25.00% |
| 4  | Mitch Evans            | 107       | 28     | 26.17% |
| 5  | Sam Bird               | 124       | 27     | 21.77% |
| 6  | Jake Dennis            | 59        | 21     | 35.59% |
| 6  | António Félix da Costa | 124       | 21     | 16.94% |
| 8  | Nick Cassidy           | 59        | 20     | 33.90% |
| 9  | Stoffel Vandoorne      | 83        | 16     | 19.28% |
| 10 | Robin Frijns           | 99        | 14     | 14.14% |

### Legjobb arány
|    | Versenyző        | Versenyek | Dobogó | Arány  |
| -- | ---------------- | --------- | ------ | ------ |
| 1  | Franck Montagny  | 2         | 1      | 50.00% |
| 2  | Jake Dennis      | 59        | 21     | 35.59% |
| 3  | Nick Cassidy     | 59        | 20     | 33.90% |
| 4  | Lucas di Grassi  | 128       | 40     | 31.25% |
| 5  | Felix Rosenqvist | 25        | 7      | 28.00% |
| 6  | Jean-Éric Vergne | 126       | 35     | 27.78% |
| 7  | Mitch Evans      | 107       | 28     | 26.17% |
| 8  | Sébastien Buemi  | 124       | 31     | 25.00% |
| 8  | Scott Speed      | 4         | 1      | 25.00% |
| 10 | Sam Bird         | 124       | 27     | 21.77% |

### Legtöbb dobogós helyezés egy szezonban
|    | Versenyző              | Szezon   | Versenyek | Dobogó | Arány  |
| -- | ---------------------- | -------- | --------- | ------ | ------ |
| 1  | Jake Dennis            | 2022/23  | 16        | 11     | 68.75% |
| 2  | Stoffel Vandoorne      | 2021/22  | 16        | 8      | 50.00% |
| 2  | Nick Cassidy           | 2022/23  | 16        | 8      | 50.00% |
| 4  | Lucas di Grassi        | 2015/16  | 10        | 7      | 70.00% |
| 4  | Lucas di Grassi        | 2016/17  | 12        | 7      | 58.33% |
| 4  | Lucas di Grassi        | 2017/18  | 12        | 7      | 58.33% |
| 4  | Mitch Evans            | 2021/22  | 16        | 7      | 43.75% |
| 4  | Mitch Evans            | 2022/23  | 16        | 7      | 43.75% |
| 4  | Nick Cassidy           | 2023/24* | 16        | 7      | 43.75% |
| 10 | Sébastien Buemi        | 2015/16  | 10        | 6      | 60.00% |
| 10 | Lucas di Grassi        | 2014/15  | 11        | 6      | 54.55% |
| 10 | António Félix da Costa | 2019/20  | 11        | 6      | 54.55% |
| 10 | Sébastien Buemi        | 2016/17  | 12        | 6      | 50.00% |
| 10 | Sam Bird               | 2017/18  | 12        | 6      | 50.00% |
| 10 | Jean-Éric Vergne       | 2017/18  | 12        | 6      | 50.00% |
| 10 | Edoardo Mortara        | 2021/22  | 16        | 6      | 37.50% |
| 10 | Oliver Rowland         | 2023/24* | 16        | 6      | 37.50% |

### Legtöbb egymás utáni dobogós helyezés
|   | Versenyző        | Dobogó | Szezon(ok)      | Versenyek                         |
| - | ---------------- | ------ | --------------- | --------------------------------- |
| 1 | Lucas di Grassi  | 7      | 2017/18         | Punta del Este–New York City (R2) |
| 2 | Lucas di Grassi  | 4      | 2015/16         | Peking–Buenos Aires               |
| 3 | Lucas di Grassi  | 3      | 2014/15         | Peking–Punta del Este             |
| 3 | Sébastien Buemi  | 3      | 2015/16         | Punta del Este–Mexikóváros        |
| 3 | Lucas di Grassi  | 3      | 2015/16         | Long Beach–Berlin                 |
| 3 | Sébastien Buemi  | 3      | 2016/17         | Hongkong–Buenos Aires             |
| 3 | Lucas di Grassi  | 3      | 2016/17         | Buenos Aires–Monaco               |
| 3 | Nick Heidfeld    | 3      | 2016/17         | Monaco-Berlin ePrix (R1)          |
| 3 | Jean-Éric Vergne | 3      | 2016/17–2017/18 | Montreal (R1)–Hong Kong (R1)      |
| 3 | Sébastien Buemi  | 3      | 2017/18         | Marrakesh–Mexico City             |
| 3 | Sam Bird         | 3      | 2017/18         | Punta del Este–Paris              |

### Legtöbb egymás utáni dobogós helyezés a szezon első versenyétől
|   | Versenyző         | Dobogó | Szezon  | Versenyek                   |
| - | ----------------- | ------ | ------- | --------------------------- |
| 1 | Lucas di Grassi   | 4      | 2015/16 | Peking – Buenos Aires       |
| 2 | Lucas di Grassi   | 3      | 2014/15 | Peking – Punta del Este     |
| 2 | Sébastien Buemi   | 3      | 2016/17 | Hongkong – Buenos Aires     |
| 4 | Sam Bird          | 2      | 2014/15 | Peking – Putrajaya          |
| 4 | Jérôme d’Ambrosio | 2      | 2018/19 | ad-Diría – Marrákes         |
| 4 | Stoffel Vandoorne | 2      | 2019/20 | Diriyah (R1) – Diriyah (R2) |

### Legfiatalabb dobogósok
(Mindenkinek csak az első dobogós helyezését számítjuk)
|    | Versenyző              | Kor            | Helyezés | Verseny                    |
| -- | ---------------------- | -------------- | -------- | -------------------------- |
| 1  | Daniel Abt             | 22 év, 101 nap | 3.       | 2015-ös Miami ePrix        |
| 2  | Maximilian Günther     | 22 év, 200 anp | 1.       | 2020-as Santiago ePrix     |
| 3  | António Félix da Costa | 23 év, 132 nap | 1.       | 2015-ös Buenos Aires ePrix |
| 4  | Mitch Evans            | 23 év, 168 nap | 3.       | 2017 Hong Kong ePrix       |
| 5  | Robin Frijns           | 24 év, 92 nap  | 3.       | 2015-ös Putrajaya ePrix    |
| 6  | Jean-Éric Vergne       | 24 év, 344 nap | 2.       | 2015-ös Long Beach ePrix   |
| 7  | Felix Rosenqvist       | 25 év, 6 nap   | 3.       | 2016-os Marrákes ePrix     |
| 8  | Sébastien Buemi        | 26 év, 13 nap  | 3.       | 2014-es Putrajaya ePrix    |
| 9  | Oliver Rowland         | 26 év, 212 nap | 2.       | 2019-es Sanya ePrix        |
| 10 | Stoffel Vandoorne      | 27 év, 18 nap  | 3.       | 2019 Róma ePrix            |

### Legidősebb dobogósok
(Mindenkinek csak az utolsó dobogós helyezését számítjuk)
|   | Versenyző         | Kor            | Helyezés | Verseny                     |
| - | ----------------- | -------------- | -------- | --------------------------- |
| 1 | Stéphane Sarrazin | 41 év, 270 nap | 3.       | 2017-es Montréal ePrix (R1) |
| 2 | Nick Heidfeld     | 40 év, 227 nap | 3.       | 2017 Hong Kong ePrix (R1)   |
| 3 | Felipe Massa      | 38 év, 16 nap  | 3.       | 2019-es Monaco ePrix        |
| 4 | André Lotterer    | 38 év, 3 nap   | 2.       | 2019-es Diriyah ePrix (R1)  |
| 5 | Franck Montagny   | 36 év, 251 nap | 2.       | 2014-es Peking ePrix        |
| 6 | Lucas di Grassi   | 35 év, 104 nap | 2.       | 2019-es Diriyah ePrix (R2)  |
| 7 | Nicolas Prost     | 34 év, 319 nap | 1.       | 2016-os London ePrix (R2)   |
| 8 | José María López  | 34 év, 94 nap  | 3.       | 2017-es Montréal ePrix (R2) |
| 9 | Loïc Duval        | 33 év, 16 nap  | 3.       | 2015-ös London ePrix (R2)   |
| 9 | Jérôme d’Ambrosio | 33 év, 16 nap  | 1.       | 2019-es Marrákes ePrix      |

## Pontok

### Összes pont
|    | Versenyző              | Pontok | Versenyek |
| -- | ---------------------- | ------ | --------- |
| 1  | Jean-Éric Vergne       | 1095   | 126       |
| 2  | Lucas di Grassi        | 1043   | 128       |
| 3  | Sébastien Buemi        | 962    | 124       |
| 4  | Sam Bird               | 875    | 124       |
| 5  | Mitch Evans            | 865    | 107       |
| 6  | António Félix da Costa | 751    | 124       |
| 6  | Jake Dennis            | 559    | 59        |
| 7  | Stoffel Vandoorne      | 526    | 83        |
| 9  | Pascal Wehrlein        | 513    | 77        |
| 10 | Nick Cassidy           | 508    | 59        |

### Pontszerzés versenyhétvégéken
A versenyhétvégén szerzett pole-pozíciók és a leggyorsabb körök beleszámítanak
|    | Versenyző              | Pontszerzés versenyhétvégéken |
| -- | ---------------------- | ----------------------------- |
| 1  | Jean-Éric Vergne       | 87                            |
| 2  | Lucas di Grassi        | 79                            |
| 3  | Sébastien Buemi        | 77                            |
| 4  | Sam Bird               | 70                            |
| 5  | Mitch Evans            | 68                            |
| 6  | António Félix da Costa | 63                            |
| 7  | Pascal Wehrlein        | 55                            |
| 8  | Stoffel Vandoorne      | 53                            |
| 9  | Robin Frijns           | 47                            |
| 10 | Daniel Abt             | 41                            |

### Legtöbb pont egy szezonban
|    | Versenyző              | Pontok | Szezon   | Bajnoki helyezés | Versenyek | Megszerezhető pontok aránya |
| -- | ---------------------- | ------ | -------- | ---------------- | --------- | --------------------------- |
| 1  | Jake Dennis            | 229    | 2022/23  | 1.               | 16        | 49.35%                      |
| 2  | Stoffel Vandoorne      | 213    | 2021/22  | 1.               | 16        | 45.91%                      |
| 3  | Nick Cassidy           | 199    | 2022/23  | 2.               | 16        | 42.89%                      |
| 4  | Jean-Éric Vergne       | 198    | 2017/18  | 1.               | 12        | 56.89%                      |
| 5  | Mitch Evans            | 197    | 2022/23  | 3.               | 16        | 42.46%                      |
| 6  | Lucas di Grassi        | 181    | 2016/17  | 1.               | 12        | 52.01%                      |
| 7  | Mitch Evans            | 180    | 2021/22  | 2.               | 16        | 38.79%                      |
| 8  | Edoardo Mortara        | 169    | 2021/22  | 3.               | 16        | 38.79%                      |
| 9  | Nick Cassidy           | 167*   | 2023/24* | 1.*              | 12*       | 38.66%*                     |
| 10 | António Félix da Costa | 158    | 2019/20  | 1.               | 11        | 47.87%                      |

### Legtöbb egymást követő pontszerzés
|   | Versenyző         | Pontszerzés | Versenyek                                          |
| - | ----------------- | ----------- | -------------------------------------------------- |
| 1 | Sébastien Buemi   | 22          | 2015-ös Long Beach ePrix–2017-es Párizs ePrix      |
| 2 | Jean-Éric Vergne  | 20          | 2017-es Berlin ePrix (R1)–2019-es Marrákes ePrix   |
| 3 | Nicolas Prost     | 18          | 2016 Párizs ePrix–2017-es Hong Kong ePrix (R2)     |
| 4 | Pascal Wehrlein   | 16          | 2023 São Paulo ePrix–2024-es Tokió ePrix           |
| 5 | Stoffel Vandoorne | 14          | 2022-es Róma ePrix–2023-as Mexikóvárosi ePrix      |
| 6 | Stéphane Sarrazin | 13          | 2015-ös London ePrix (R1)–2016-os Hongkong ePrix   |
| 6 | Sam Bird          | 13          | 2017-es Mexikóváros ePrix-2018-as Santiago ePrix   |
| 8 | Nicolas Prost     | 11          | 2014-es Peking ePrix–2015-ös London ePrix (R2)     |
| 8 | Jake Dennis       | 11          | 2022-es Jakarta ePrix-2023-as Diría ePrix          |
| 8 | Jake Dennis       | 11          | 2023-as Berlin ePrix (R2)-2024-es Diría ePrix (R1) |

### Legtöbb szerzett pont átlagban
|    | Versenyző        | Versenyek | Pontok | Átlag pontok versenyenként |
| -- | ---------------- | --------- | ------ | -------------------------- |
| 1  | Jake Dennis      | 59        | 559    | 9.47                       |
| 2  | Franck Montagny  | 2         | 18     | 9.00                       |
| 2  | Pierre Gasly     | 2         | 18     | 9.00                       |
| 4  | Felix Rosenqvist | 25        | 223    | 8.92                       |
| 5  | Jean-Éric Vergne | 126       | 1095   | 8.7                        |
| 6  | Nick Cassidy     | 59        | 508    | 8.61                       |
| 7  | Lucas di Grassi  | 128       | 1043   | 8.15                       |
| 8  | Mitch Evans      | 107       | 865    | 8.08                       |
| 9  | Sébastien Buemi  | 124       | 962    | 7.76                       |
| 10 | Sam Bird         | 124       | 875    | 7.06                       |

## Élen töltött körök

### Összes élen töltött kör
|    | Versenyző              | Kör |
| -- | ---------------------- | --- |
| 1  | Sébastien Buemi        | 518 |
| 2  | Jean-Éric Vergne       | 506 |
| 3  | Lucas di Grassi        | 359 |
| 4  | Sam Bird               | 318 |
| 5  | António Félix da Costa | 308 |
| 6  | Mitch Evans            | 293 |
| 7  | Pascal Wehrlein        | 233 |
| 8  | Nick Cassidy           | 231 |
| 8  | Jake Dennis            | 225 |
| 10 | Edoardo Mortara        | 218 |

### Összes verseny, amelyen legalább egy kört az élen töltött
|    | Versenyző              | Verseny |
| -- | ---------------------- | ------- |
| 1  | Jean-Éric Vergne       | 26      |
| 1  | Sébastien Buemi        | 26      |
| 3  | Lucas di Grassi        | 24      |
| 4  | Sam Bird               | 21      |
| 4  | Mitch Evans            | 21      |
| 6  | António Félix da Costa | 19      |
| 7  | Edoardo Mortara        | 12      |
| 7  | Stoffel Vandoorne      | 12      |
| 7  | Pascal Wehrlein        | 12      |
| 10 | Nelson Piquet Jr.      | 10      |
| 10 | Felix Rosenqvist       | 10      |
| 10 | Nick Cassidy           | 10      |

### Teljes verseny az élen
|   | Versenyző              | Verseny |
| - | ---------------------- | ------- |
| 1 | Sébastien Buemi        | 3       |
| 1 | Jean-Éric Vergne       | 3       |
| 1 | Jake Dennis            | 3       |
| 4 | António Félix da Costa | 2       |
| 4 | Mitch Evans            | 2       |
| 6 | Nicolas Prost          | 1       |
| 6 | Felix Rosenqvist       | 1       |
| 6 | Lucas di Grassi        | 1       |
| 6 | Daniel Abt             | 1       |
| 6 | Nyck de Vries          | 1       |
| 6 | Oliver Rowland         | 1       |
| 6 | Nick Cassidy           | 1       |

## Fanboost

### Összes fanboost
|   | Versenyző              | Verseny | Fanboost |
| - | ---------------------- | ------- | -------- |
| 1 | Stoffel Vandoorne      | 55      | 55       |
| 2 | Lucas di Grassi        | 100     | 53       |
| 2 | António Félix da Costa | 96      | 53       |
| 4 | Sébastien Buemi        | 98      | 41       |
| 5 | Daniel Abt             | 69      | 38       |
| 6 | Nyck de Vries          | 42      | 29       |
| 7 | Jean-Éric Vergne       | 98      | 25       |
| 8 | Sam Bird               | 98      | 14       |
| 9 | Nick Heidfeld          | 44      | 8        |
| 9 | Nelson Piquet Jr.      | 51      | 8        |
| 9 | André Lotterer         | 67      | 8        |
| 9 | Mitch Evans            | 79      | 8        |